# سكة سفر (فلم)
سكة سفر هو فيلم دراما مصري من إخراج بشير الديك وبطولة نور الشريف، نورا، أحمد بدير، عبد المنعم إبراهيم، عايدة عبد العزيز وعلي الشريف، صدر الفيلم في 1 يناير 1987.

## نبذة
يعود زغلول إلى بلدته بعد غياب خمس سنوات حيث عمل في إحدى الدول العربية وكوّن ثروة كبيرة ليتزوج ابنة عمه، فيثير حسد الشيخ توفيق الذي يخطط للاستيلاء على ثروته

## طاقم العمل
- نور الشريف بدور زغلول
- نورا بدور نعيمة
- أحمد بدير بدور شحات - الجزمجي
- عبد المنعم إبراهيم بدور إبراهيم - كمساري القطار
- عايدة عبد العزيز بدور رتيبة - الداية أم زغلول
- علي الشريف بدور سلامة
- ليلى فهمي بدور أم نعيمة
- شعبان حسين بدور طلعت

## وصلات خارجية
- مقالات تستعمل روابط فنية بلا صلة مع ويكي بيانات